# Nagelfare
För skeppet, se Nagelfar. Se även Nagelfar (olika betydelser).
Nagelfare (fornvästnordiska Naglfari) är i nordisk mytologi jättinnan Natts första make. Snorre Sturlasson nämner honom i Gylfaginning 10:
| Nörve eller Narve hette en jätte som bodde i Jotunheim. Han hade en dotter som hette Natt. Hon var svart och mörk som andra i hennes ätt. Hon var gift med en man som hette Nagelfare. Deras son hette Aud. | Nǫrfi eða Narfi hét jǫtunn er bygði í Jǫtunheimum. Hann átti dóttur er Nótt hét. Hon var svǫrt og døkk sem hon átti ætt til. Hon var gipt þeim manni er Naglfari hét. Þeira son hét Auðr. |  |

Mer får man inte veta om denne Nagelfare, och han är inte heller omtalad i någon annan källtext. Varifrån Snorre har hämtat sin uppgift är okänt.
Ordet naglfari förekommer i tulorna som heiti för svärd. Finnur Jónsson tolkar innebörden som "nagel-besatt", det vill säga "hopnaglad" eller "fäst med nitar". Ohlmarks förklarar:
En nagl-fari är allt som far fram med hast och är naglat, sammanfäst med nitar. Det kan dels vara det klinkbyggda, med järnsöm hopfästa fartyget, dels också svärdet, vars fäste ju är fastgjort vid klingan medelst nitar, liksom nitar sammanhåller fästets olika delar samt slidan.
Gamle gnävadarskald använder ordet naglfari i en kenning som kan utläsas "svärdslek" (det vill säga "strid") och i Brage den gamles Ragnarsdrápa (strof 5) förekommer samma heiti i en kenning med betydelsen "krigare". Kanske personifierar Nagelfare kriget på samma sätt som hans hustru Natt är en personifikation av natten och mörkret. Deras sons namn Aud (Auðr) betyder "rikedom, förmögenhet". (I andra isländska källor är dock Auðr ett kvinnonamn.)